# Jagger Stephens
Jagger Kealohilani Cruz Stephens (ur. 12 maja 1998 w Agana Heights) – guamski pływak, olimpijczyk z Tokio.

## Przebieg kariery
W 2015 wystartował na igrzyskach Pacyfiku, startując w jedenastu konkurencjach pływackich – nie zdobył na nich żadnego medalu. Ponadto brał udział w mistrzostwach świata, startując w konkurencji 50 i 100 m st. dowolnym. W końcowej klasyfikacji obu wymienionych konkurencji zajmował odpowiednio 53. i 69. pozycję (z rezultatami czasowymi wynoszącymi odpowiednio 0:23,84 i 0:51,50). Wynik z konkurencji 100 m st. dowolnym, który zawodnik osiągnął na tym czempionacie, był równocześnie nowym rekordem Guamu.
Dwa lata później również był jednym z reprezentantów Guamu na mistrzostwach świata – tak jak poprzednio, brał udział w konkurencji 50 m st. dowolnym i ukończył ją z czasem 0:24,18 na 83. pozycji, jak również w konkurencji 100 m tym samym stylem i ukończył ją z czasem 0:52,35 na 69. pozycji. W 2019 na mistrzostwach świata wynikiem 0:24,45 zajął 83. pozycję w konkurencji 50 m st. dowolnym, natomiast w konkurencji 100 m tym samym stylem pływackim zajął 80. pozycję z rezultatem czasowym 0:52,53.
W 2021 reprezentował swój kraj na letnich igrzyskach olimpijskich. W trakcie olimpiady w Tokio uczestniczył w konkurencji 100 m st. dowolnym. Z rezultatem 0:52,72 zajął 57. pozycję w klasyfikacji łącznej tej konkurencji.

## Rekordy życiowe
| Konkurencja             | Data            | Miejsce      | Rezultat   | Źródło     |
| Basen 50 m              | Basen 50 m      | Basen 50 m   | Basen 50 m | Basen 50 m |
| ----------------------- | --------------- | ------------ | ---------- | ---------- |
| 50 m stylem dowolnym    | 24 czerwca 2016 | Suva         | 0:23,71    | [ 6 ]      |
| 100 m stylem dowolnym   | 5 sierpnia 2015 | Kazań        | 0:51,50    | [ 5 ]      |
| 200 m stylem dowolnym   | 21 czerwca 2016 | Suva         | 1:57,90    | [ 6 ]      |
| 100 m stylem motylkowym | 23 czerwca 2016 | Suva         | 0:58,39    | [ 6 ]      |
| 50 m stylem grzbietowym | 6 lipca 2015    | Port Moresby | 0:28,38    | [ 5 ]      |